# Joanna Górnicka-Kalinowska
Joanna Magdalena Górnicka-Kalinowska – filozof i etyk, profesor nauk humanistycznych. Specjalizuje się w dziedzinie etyki, ogólnej teorii wartości, psychologii moralnej, filozofii edukacji oraz etyki zawodowej.

## Życiorys
Jest absolwentką studiów filozoficznych na Wydziale Filozofii i Socjologii; promotorem pracy dyplomowej (studium porównawcze epistemologii Bergsona i Jamesa) był Leszek Kołakowski. W roku 1974 uzyskała stopień doktora nauk humanistycznych w Polskiej Akademii Nauk, na podstawie pracy „Człowiek, mit i historii w poglądach G.Sorela”; w 1992 została doktorem habilitowanym („Idea sumienia w filozofii moralnej”), tytuł profesora uzyskała w roku 2013 na podstawie dorobku naukowego oraz książki „Tożsamość, wola, działania moralne”. Joanna Górnicka-Kalinowska była profesorem nadzwyczajnym na Uniwersytecie Warszawskim w Instytucie Filozofii, gdzie w latach 2002- 2008 pełniła funkcje wicedyrektora Instytutu ds. badań naukowych, a w latach 2002 – 2015 kierowała Zakładem Etyki. Lata 1981-1984 spędziła w Kanadzie (Montreal), min. wykładając na Université du Quebec; w latach 1992-2006 współpracowała z Wyższą Szkołą Nauk Społecznych (EHESS) w Paryżu, czterokrotnie jako professeur invité w tej uczelni. Współpracowała także z Katolickim Uniwersytetem w Leuven, czego efektem była intensywna wymiana naukowa, m.in. cykl wspólnych konferencji „Ethics and Education”. Jest autorką wielu publikacji i książek z dziedziny etyki, filozofii społecznej oraz historii idei moralnych, także licznych przekładów literatury filozoficznej i społecznej (min. książki F. Fureta „Przeszłość pewnego złudzenia”). Ministerstwo Edukacji Republiki Francuskiej w roku 2001 odznaczyło Joannę Górnicką-Kalinowską orderem Chevalier dans l'Ordre des Palmes Académiques za krzewienie kultury francuskiej w polskim środowisku akademickim. 

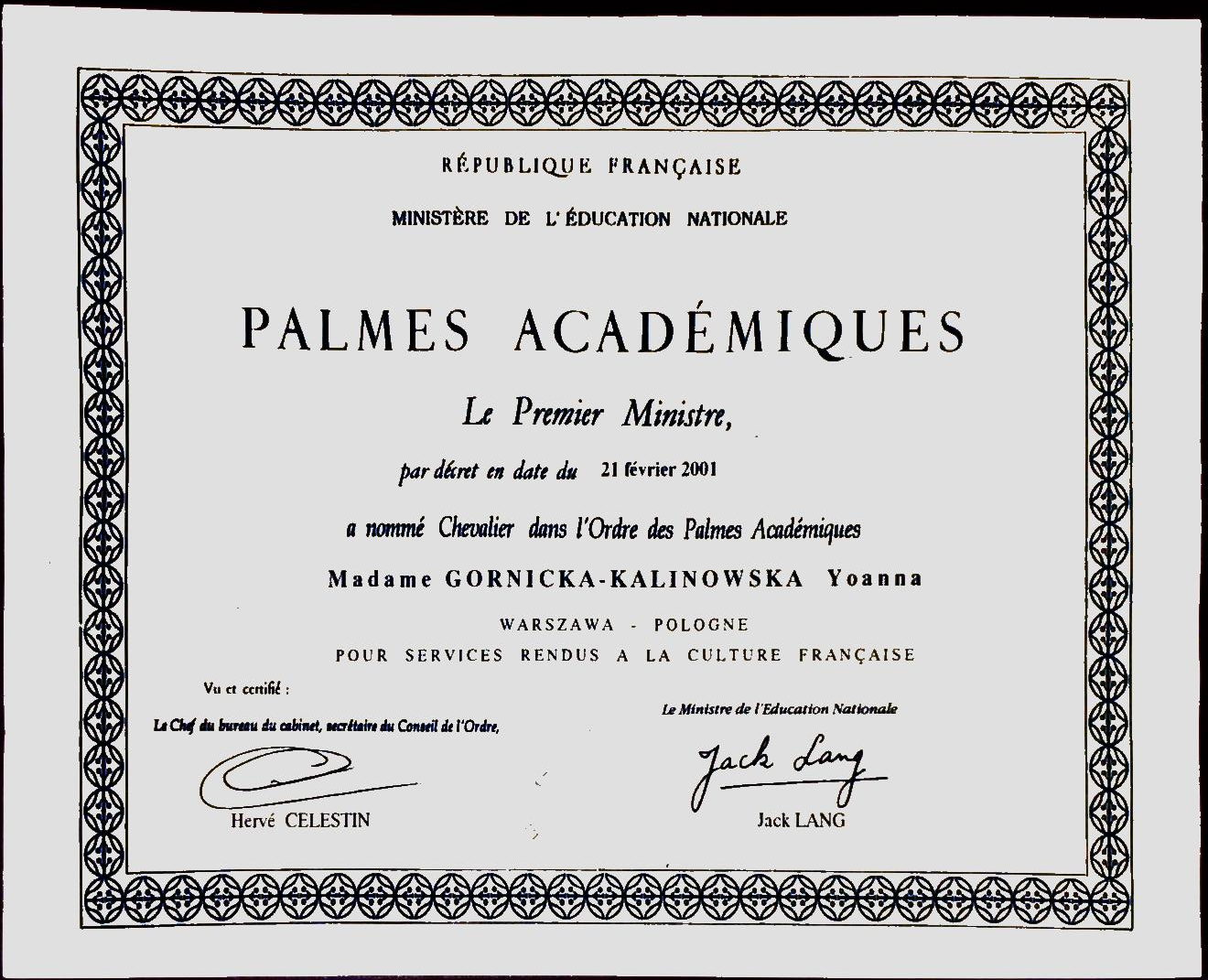
Decoration diploma of prof. Joanna Górnicka-Kalinowska

Przez ponad 10 lat była członkiem komisji etycznej ds. eksperymentów na zwierzętach przy SGGW, oraz przez 18 lat (1999-2017) członkiem komisji bioetycznej przy Warszawskim Uniwersytecie Medycznym. Joanna Górnicka-Kalinowska pochodzi z rodziny o wielopokoleniowej tradycji lekarskiej. Oboje rodzice (Zofia i Bolesław Górniccy) byli wybitnymi polskimi pediatrami; wuj (Franciszek Czubalski) był nestorem polskiej fizjologii. Lekarzami byli też obaj dziadkowie Joanny Górnickiej-Kalinowskiej: Eugeniusz Górnicki, absolwent Uniwersytetu w Dorpacie oraz Konrad Łubkowski, absolwent Uniwersytetu Warszawskiego. Syn Joanny Górnickiej-Kalinowskiej, Jarosław Adam Kalinowski jest malarzem.